# 萩山沙貴
萩山 沙貴（はぎやま さき、1994年1月29日 - ）は、日本の女優。2019 MissJapan兵庫代表。 所属事務所はオフィスTopica。兵庫県出身（本籍は富山県氷見市）。兵庫県立宝塚北高等学校演劇科卒業。身長168cm。

## 人物
特技は幼少から習っていたクラシックバレエ。
授業でバレエが出来るという理由で入った高校でミュージカルに嵌り、高校3年生の時に自身が立った舞台で本格的に演劇を仕事にする事を決めた。
miss japan  2019 ファイナリスト  兵庫代表
学年単位で10歳離れた妹（萩山梨緒）がいる。
2023年3月21日、一般男性と結婚したこと、第1子を妊娠中であることを併せて自身のTwitterにて公表した。

## 出演

### 映画
- 『スクールガールコンプレックス』　高村美佐 役
- 『鉄の子』さくら役
- 『空と海のあいだ』ミズキ役
- 『サンパギータ』[3]

### ドラマ
- 『絶狼-ZERO- -BLACK BLOOD-』　シーレ役
- 『 プラチナエイジ』  亀井食品女子社員社員役
- 『 アイアムアヒーローはじまりの日 』  キスZQN
- 『神ノ牙-JINGA-』  みいな役
- 『未満警察 ミッドナイトランナー』（第4話）

## 映像
- 法務省『デートDV』　涼子 役
- PV『Come on!! 』ユナク
- PV『心地艶やかに』ゲスの極み乙女。

### 舞台
- 『ヨセフ・アンド・ザ・アメージング・テクニカラー・ドリームコート』

シアターBRAVA!　主演・Joseph役
- 『テムとゴミの声 第二章〜また会えたなら〜』

CBGKシブゲキ!!

### その他
- キトキト氷見キネマプロジェクト～富山県氷見市を舞台に映画を作ろう～